# Encoptarthria serventyi
Encoptarthria serventyi är en spindelart som beskrevs av Main 1954. Encoptarthria serventyi ingår i släktet Encoptarthria och familjen Prodidomidae.
Artens utbredningsområde är Western Australia. Inga underarter finns listade i Catalogue of Life.